# حمله به شمال غربی سوریه (آوریل–اوت ۲۰۱۹)
تهاجم به شمال غربی سوریه موسوم به سحر ادلب (به عربی: فجر إدلب) عملیات نیروهای مسلح سوریه و متحدانش برای مقابله با گروه‌های شورشی در شمال غربی سوریه در جریان جنگ داخلی سوریه بود. این عملیات در شمال غربی استان حما، جنوب استان ادلب و شمال شرقی استان لاذقیه به اجرا درآمد. اهداف اصلی دولت سوریه از انجام این عملیات بازکردن بزرگراه M5 و اخراج گروه‌های تروریستی مثل هیئت تحریر شام مرتبط با القاعده بود.